# Rietz (Tyrolsko)
Rietz je obec v Rakousku ve spolkové zemi Tyrolsko v okrese Imst.
V obci žije přibližně 2 500 obyvatel.

## Geografie
Rietz se nachází v údolí Oberinntalu, asi 30 km západně od Innsbrucku, mezi Telfs a Imst. Obec sahá od řeky Inn po 2884 m vysoký vrchol Rietzer Grießkogel ve Stubaiských Alpách. Vzhledem k vysoké poloze Stubaiských Alp nemají obyvatelé Rietzu v zimním období (tři týdny až tři měsíce, v závislosti na lokalitě) žádný sluneční svit.
Volně zastavěná shluková obec na východní hranici okresu Imst leží na bahnitém náplavovém kuželu potoka Rietzer Bach. Severně od řeky Inn byla na území obcí Rietz a Mieming vyhlášena přírodní rezervace.
Rietz má rozlohu19,57 km², z toho 13 % je využíváno jako zemědělská půda, 13,2 % tvoří alpské louky a 53,5 % lesy. Z celkové plochy je 21,8 % území osídleno.

### Součásti obce
Obec se skládá z hlavní obce Rietz osady Stille a malých seskupení domů (Rotte) jako Bichl, Buchen, Dürre a Holzeiten.

### Sousední obce
Rietz sousedí
| Mieming |  | Telfs               |
| Stams   |  | Pfaffenhofen        |
|         |  | Oberhofen im Inntal |

## Historie
V průběhu historie se název měnil mezi Riets, Rietsch, Riecz, Ryetsch a Rietz. První písemná zmínka o Rietzu pochází z roku 1264. Jedná se buď o název Ried nebo o odvozeninu starobylého kořene *reu- (trhající, hrabající), který se vztahoval k potoku Rietz.
Podle daňového soupisu tvořil Rietz vlastní obec (Gemain) již v roce 1325. Do roku 1282 patřil k hrabství Hörtenberg, poté ke dvoru Petersberg u Silzu.

### Kostely
Farní kostel svatého Valentýna byl postaven v roce 1334. Původní podoba je patrná dodnes, ačkoli budova byla v 16. století rozšířena.
Poutní kostel svatého Antonína byl postaven v letech 1756–1757 na místě bývalé kaple Johannem Michaelem Umhauserem.
Kostel svatého Kříže byl původně gotickou kaplí postavenou v roce 1664 a barokně přestavěn v roce 1705.
Kostely jsou kulturními památkami Rakouska.

## Znak
Znak tvoří dva stříbrné gotické kostely na zeleném poli obrácené do sebe a nad nimi v čelním pohledu barokní kostel.
Znak odkazuje na zvláštnost, že v obci jsou tři kostely (farní kostel sv. Valentýna, kostel svatého Kříže, poutní kostel sv. Antonína).